# Hattie Carnegie
Hattie Carnegie, née Henrietta Kanengeiser à Vienne (Autriche-Hongrie) le 15 mars 1889 et décédée à New York (États-Unis) le 22 février 1956 est une couturière et entrepreneuse dans le domaine dans la mode. Elle vit à New York entre les années 1920 et 1960.

## Biographie

### Origines
Hattie Carnegie naît à Vienne, la capitale de l'empire austro-hongrois. Elle est la deuxième enfant la plus âgée d'une famille de sept enfants. Son père est artiste et tailleur qui l'introduit dans le monde de la mode.

### Carrière
Couturière, Hattie Carnegie devient réputée pour ses collections de couture élégantes et sa ligne de vêtements prêt-à-porter. Précurseur du prêt-à-porter américain dès 1928, sa compagnie était révolutionnaire dans le sens qu'elle est une des premières à alterner fabrication en série et vêtements sur mesure. Elle est considérée comme pionnière du concept de boutique « head-to-hem[précision nécessaire] », que suivra d'ailleurs plus tard Ralph Lauren. Son entreprise participe aussi à découvrir certains des plus éminents stylistes américains du XXe siècle, tels que Norman Norell, Pauline Trigère et James Galanos. 
Pendant près d'une décennie, Pauline Fairfax Potter est responsable des vêtements faits sur mesure de son entreprise.
À l'origine modiste, Hattie Carnegie achète une boutique sur l'East Tenth Street (New York), qu'elle appelle Carnegie - Ladies' Hatter. En dépit du fait qu'elle n'a jamais reçu de formation formelle de couturière, elle ouvre une boutique de robes sur l'Upper West Side et finalement en 1923, la fameuse « Hattie Carnegie boutique » au 42 East 49th street, près de l'adresse actuelle de Saks Fifth Avenue. À son apogée, la boutique « Hattie Carnegie Couture », importe de Paris des pièces de Chanel, Vionnet, ou Christian Dior plus tard, développe une ligne de fourrure, de prêt-à-porter, des bijoux de fantaisie, une ligne de cosmétique et même une de chocolat. Elle est réputée pour ses tailleurs à la coupe parfaite et dotés d'une touche d'originalité. Sa ligne de couture lui assure un certain succès et des clientes telles que Joan Crawford ou la duchesse de Windsor. 
Hattie Carnegie connaît un succès considérable tout au long de sa carrière, mais son succès le plus notable est lorsqu'elle est amenée à concevoir le nouvel uniforme du corps féminin de l'armée américaine (Women's Army Corps, WAC), en 1950. Ils sont adoptés en 1951, le Jour de l'an et restent en utilité jusqu'en 1968. Le 1er juin 1952, elle reçoit la médaille de la Liberté pour ce travail ainsi que pour d'autres engagements philanthropiques.

## Postérité
Une partie des collections de Hattie Carnegie font aujourd'hui partie de l'Institut du vêtement du Metropolitan Museum of Art, à New York ainsi que du Museum of Lifestyle & Fashion History, à Boynton Beach, en Floride.